# Solanum volubile
Solanum volubile är en potatisväxtart som beskrevs av Olof Swartz. Solanum volubile ingår i släktet skattor som ingår i familjen potatisväxter. Inga underarter finns listade i Catalogue of Life.